# 横山知玄
横山 知玄（よこやま ちげん、1943年7月13日 - ）は、日本の社会学者、松山大学教授。専門は組織社会学。

## 来歴
福岡県生まれ。1962年福岡県立田川高等学校、1966年駒澤大学文学部社会学科卒業。1968年同大学院人文科学研究科修士課程社会学専攻修了。1968年から1971年まで駒澤大学文学部社会学科副手（助手）。1974年松山商科大学（現松山大学）人文学部講師。1978年同助教授。1979年同大学経営学研究科大学院修士課程兼担助教授。1982年同大学人文学部教授。1986年同大学経営学部研究科博士課程兼担演習担当教授。1986年から1989年までスタンフォード大学大学院スココー（SCOR）組織研究所留学、客員研究員（Visiting Scholar）。1992年松山大学人文学部長を歴任。
著書に「現代組織と制度 - 制度理論の展開」「現代組織と環境の組織化 - 組織行動の変容過程と「制度理論」のアプローチ」など。